# Споменик поводом потписивања првог српско-немачког споразума 27. јула 1189.
Споменик поводом потписивања првог српско-немачког споразума који су потписали Велики жупан Стефан Немања и немачки цар Фридрих  Барбароса 27. јула 1189. године.
Када се у Западној Европи појавила идеја о покретању крсташког рата против муслимана на Блиском Истоку, неки од најпознатијих владара тог времена су понудили своје учешће – енглески краљ Ричард Лавље Срце, француски краљ Филип II Август и немачки цар Фридрих I Барбароса. Једино се немачка војска одлучила да до ратишта дође копненим путем преко Угарске и балканских земаља. Стефан Немања је желео да искористи ову прилику и успостави савез са немачким владаром у борби против Византије. Са том намером послао је изасланике у Немачку 1188. године. У Нирнберг, где се налазио Фридрихов двор, су стигли децембра исте године. Према налогу, пренели су велико задовољство Стефана Немање поводом предстојећег пута Фридриха Барбаросе кроз Србију. Стефан Немања је писмено известио цара да му припрема свечани дочек у најпознатијем од својих градова, Нишу, који намерава да учини престоницом своје државе. На основу каснијих догађаја, понуђени услови снабдевања немачке војске су изгледа били повољни. Немачка војска је кренула у поход у лето 1189. године. Последњег дана јуна стигла је у Београд, а на путу према Нишу доживљавала је бројне неприлике које им је приређивала византијска војска. Овакви догађаји су знатно олакшали преговоре које је Немања планирао да поведе са немачким царем.
Преговори су почели у Нишу 27. јула 1189. године. Стефан Немања је обавестио свог саговорника о успесима које је постигао у борби против Византије. Такође је истакао да је заједно са својом браћом Мирославом и Страцимиром освојио Ниш и читаву нишку област, као и подручје до Сердике (Софије). Изразио је спремност да настави ратовање, а ако Немачка реши да започне непријатељство против Византије, понудио је војну помоћ. Причало се да би у том случају Србија ставила на располагање своме савезнику 20.000 војника. Стефан Немања је понудио и вазалски однос немачком цару уз услов да за узврат, добије потврду свих територија, које је освојио од Византије и које ће убудуће освојити.
Том приликом је уговорен брак између Тољена, сина Немањиног брата кнеза Мирослава Хумског, и кћери истарског маркгрофа Бертхолда од Андрекса, који се налазио у царевој пратњи у Нишу и који је одиграо значајну улогу у српско – немачким прегововорима.
Немачки владар је прихватио само један део српских предлога. Није био спреман да започиње рат на балканском полуострву, јер би то могло да га омете у остварењу основног циља похода. Савремени извори бележе да су двојица владара склопили пријатељство у Нишу, а вести о томе су стигле до Цариграда и дубоко узнемириле Византију.